# Conrado Granell Modesto
Conrado Granell Modesto (Sueca, 1877 - València, novembre de 1964) va ser un químic i biòleg valencià, inventor del filtre d'aigua Sinaí.
Fill del cronista de la vila, Joan Baptista Granell Lleó, va estudiar ciències a la Universitat de València i s'especialitzà en Química a Madrid. El 1907 es doctorà i un any abans va escriure un tractat sobre la matèria. El 1927 patentà el filtre d'aigua Sinaí, primer filtre d'aigua d'ús domèstic amb èxit comercial.
També fou valorat com a objecte decoratiu, ja que el filtre s'elaborava a Manises, important centre de ceràmica ornamental. Abans de la riuada del 1957 va publicar una sèrie d'articles sobra la deficient canalització del Túria.